# Le Tarent
Le Tarent (2.548 m s.l.m. - detto anche La Tournette) è la montagna più alta delle Prealpi di Vaud e Friburgo nelle Prealpi Svizzere.

## Descrizione
Si trova nel Canton Vaud e nel supergruppo delle Prealpi di Vaud. La montagna è collocata a nord dei Diablerets.